# Conocephalus beybienkoi
Conocephalus beybienkoi är en insektsart som beskrevs av Sergey Storozhenko 1981. Conocephalus beybienkoi ingår i släktet Conocephalus och familjen vårtbitare. Inga underarter finns listade i Catalogue of Life.